# Alpseglare
Alpseglare (Tachymarptis melba) är en av de största fågelarterna inom familjen seglare (Apodidae). Den har en vid utbredning från Medelhavsområdet till Indien samt i stora delar av Afrika och på Madagaskar. IUCN kategoriserar den som livskraftig.

## Utseende
Alpseglaren är en mycket stor seglare som kan tas för en falk. Den har ett vingspann på 51 till 58 centimeter och en längd på 20 till 23 centimeter. Könen är lika. Den är svart eller matt svartbrun och har vitt bröst och vitt under hakan, vilket dock kan vara svårt att se när den hastigt glider runt och fångar insekter.

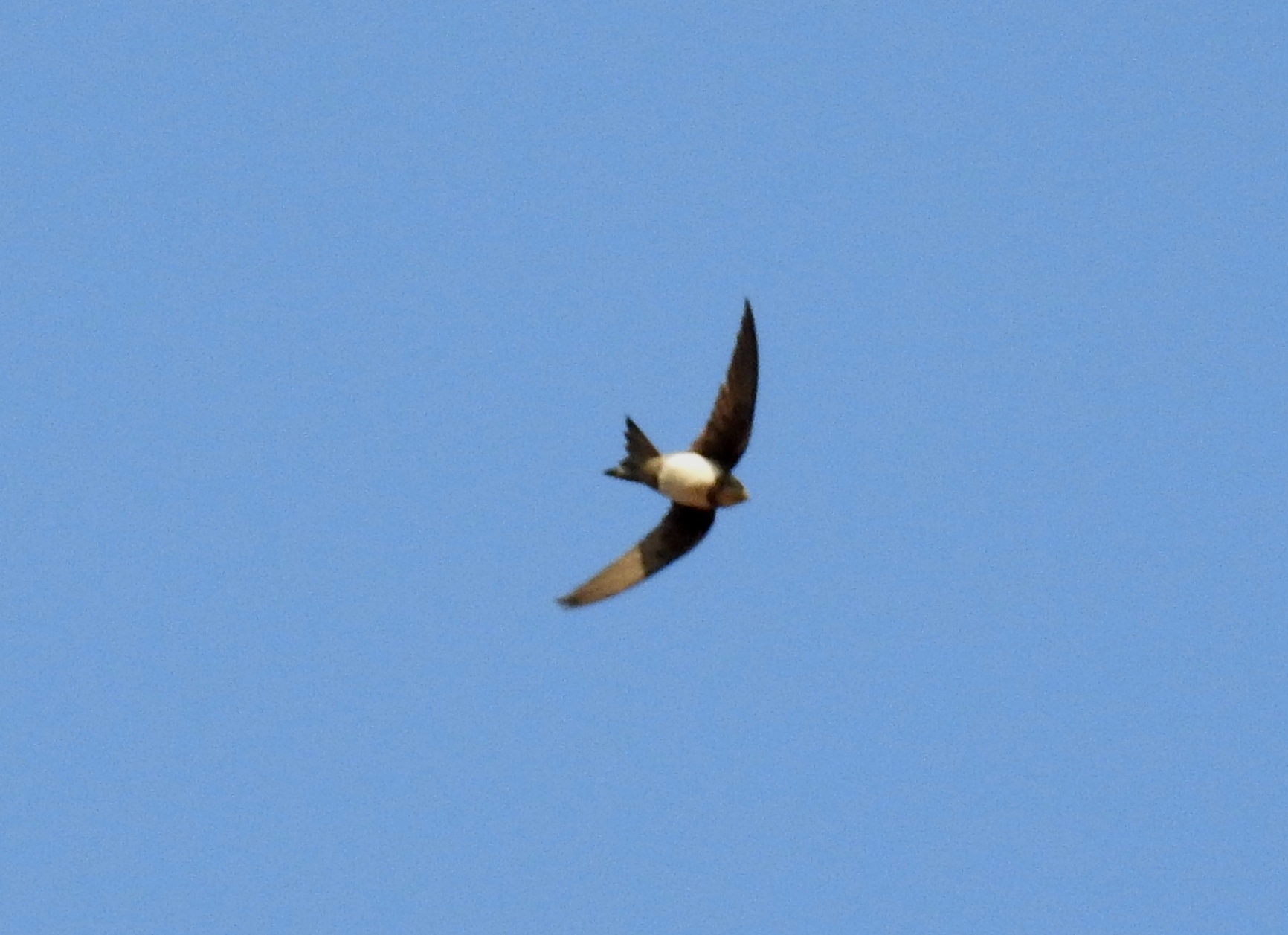

## Läte
Alpseglarens läten är ljudliga och lätta att känna igen, med utdragna kvittrande serier som accelerar eller bromsar in, på slutet även fallande i tonhöjd.

## Utbredning och systematik
Alpseglaren häckar i södra Europa, södra Centralasien, Mellanöstern, Indien och Afrika. Den övervintrar i Afrika men även i Saudiarabien, Indien, Nepal, Bhutan och Sri Lanka. Den delas in i tio underarter med följande utbredning:
- T. m. melba – södra Europa till Mindre Asien och nordvästra Iran, flyttar vintertid till tropiska Afrika
- T. m. tuneti – östra Marocko till Mellanöstern, Iran, Kazakstan och västra Pakistan
- T. m. archeri – norra Somalia till sydvästra Arabiska halvön och Dödahavssänkan
- T. m. africanus – Etiopien till Kapprovinsen i Sydafrika och sydvästra Angola
- T. m. maximus – Ruwenzoribergen i nordöstra Demokratiska republiken Kongo och västra Uganda
- T. m. marjoriae – nordcentrala Namibia till nordvästra Kapprovinsen
- T. m. willsi – Madagaskar
- T. m. nubifugus – Himalaya, övervintrar i centrala Indien
- T. m. dorabtatai – bergstrakter på västra delen av Indiska halvön

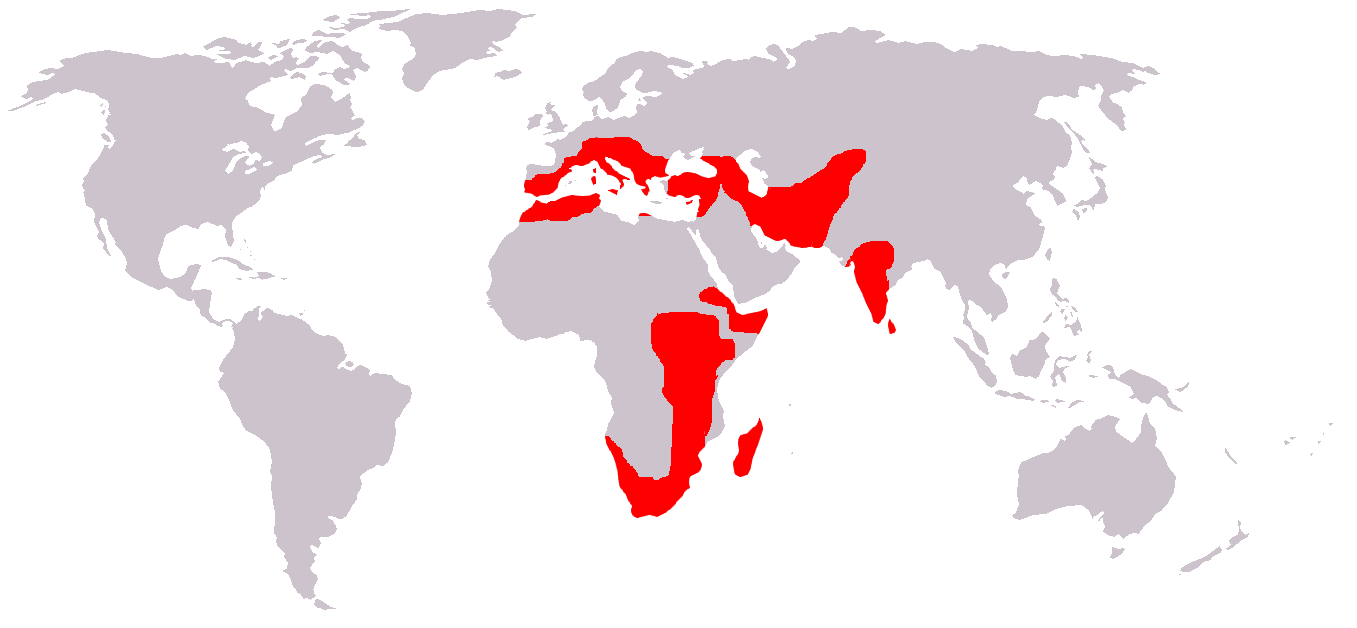
Alpseglarens världsutbredning.

- T. m. bakeri – Sri Lanka

### Förekomst utanför utbredningsområdet
Alpseglaren är en sällsynt gäst i nordligare delar av Europa, regelbundet i Storbritannien och mer tillfälligt så långt norrut som Island och Norge. Första gången den sågs i Sverige var på Nidingen i Halland den 5 augusti 1980. Den har därefter observerats vid ett drygt 40-tal tillfällen i Sverige, i norr till Täftehalvön i Västerbotten.

### Släktestillhörighet
Idag placeras arten oftast i släktet Tachymarptis tillsammans med den afrikanska arten vattrad seglare (A. aequatorialis), men detta har varit omdiskuterat och länge placerades de i det stora seglarsläktet Apus. Skillnaden mellan släktena är att Tachymarptis bland annat har andra fjäderlöss, att ungarna har en annan fotstruktur, att de är större och har en vitare undersida.

## Ekologi
Alpseglaren tillbringar den mesta av sin tid i luften och lever av insekter som den fångar i flykten. Den dricker och kan till och med sova när den flyger. Flera studier visar att alpseglare kan tillbringa över ett halvår i luften utan att landa.
Paren håller ihop livet ut. Den bygger sitt bo i kolonier i en grotta eller hål i en klippa och lägger två ägg däri. Alpseglaren är mycket ortstrogen och återvänder till samma bo år efter år. Ungar i boet kan sänka sin kroppstemperatur och gå i dvala under regnperioder när tillgången på flygande insekter är sämre. Alpseglaren har anpassat sig bra till urban miljö och häckar ofta i gamla byggnader i städer utmed Medelhavet.

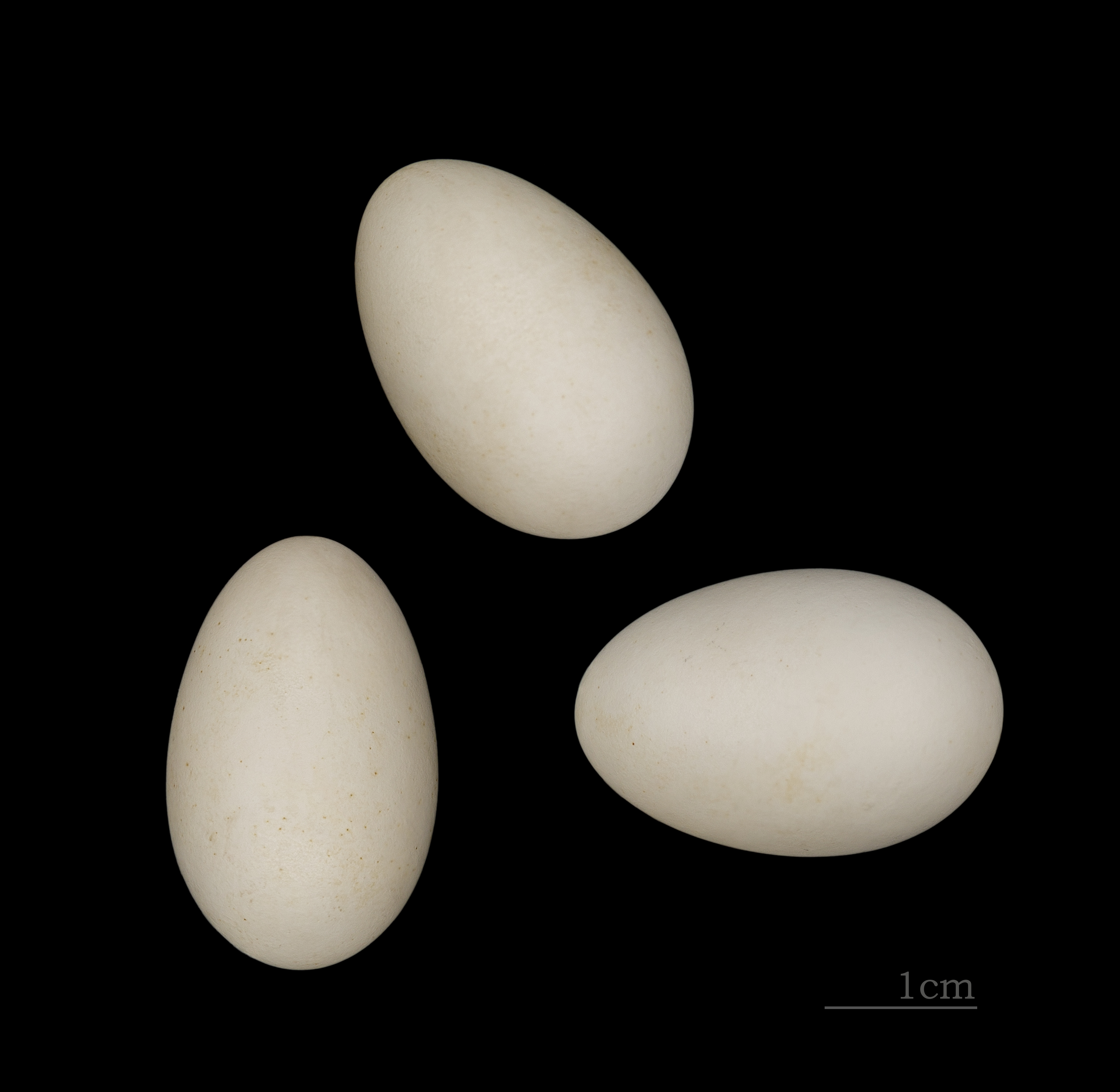
Alpseglarens ägg.

## Status
Arten har ett stort utbredningsområde och internationella naturvårdsunionen IUCN kategoriserar arten som livskraftig. Beståndsutvecklingen är dock oklar. Världspopulationen uppskattas till i storleksordningen drygt två till knappt fem miljoner vuxna individer.